# (37134) 2000 VA32
2000 VA32 (asteroide 37134) é um asteroide da cintura principal. Possui uma excentricidade de 0.11473680 e uma inclinação de 8.92969º.
Este asteroide foi descoberto no dia 1 de novembro de 2000 por LINEAR em Socorro.